# Quimet d'Horta
Quimet d'Horta és un bar situat a la plaça d'Eivissa del barri d'Horta de Barcelona. Fundat el 1927, forma part del Catàleg del Patrimoni Arquitectònic, Històric-Artístic i Paisatgístic dels Establiments Emblemàtics de la Ciutat de Barcelona, elaborat el 2016, en la categoria d'Elements d'Interès Paisatgístic.

## Història
L'establiment ocupa els baixos de l'edifici Casa Joan Puigbó, construït el 1927 a la cruïlla de la plaça d'Eivissa amb el carrer del Rajoler. Van iniciar l'activitat en Joaquim Carlús (Quimet) i la Rosita Not Vilà, amb el nom de bar Quimet. L'any 1955 Quimet Carlús es jubila i el traspassa a Jaume Jalmar Pujol, que manté el mateix nom. Es realitzen successives reformes a l'exterior i a l'interior, fins que l'any 2006, passa al fill de Jaume, Josep Lluís Jalmar Pallarés, que retorna la façana del carrer Rajoler a la imatge original amb el tendal sota el balcó i la reproducció de la fusteria (eliminant l’ampit de les 2 obertures centrals).
Als anys 50 del segle xx va ser popular el lloro que tenien al bar, anomenat 'Juanito', que a més de parlar, imitava el so del xiulet del revisor del tramvia quan donava la sortida dels vehicles. La línia del tramvia 46 tenia el punt de sortida i d'arribada just davant del bar, i més d'una vegada el lloro havia confós el conductor, que arrencava abans d'hora.

## Descripció
Consta de planta baixa i altell, amb terrassa a la vorera exterior. Té 4 obertures al carrer del Rajoler i 2 a la plaça, amb fusteria vidriada i porta batent amb arc de mig punt. Les taules interiors són les originals, de marbre amb peu de ferro colat.